# Unitas Studiosorum Rheno-Traiectina

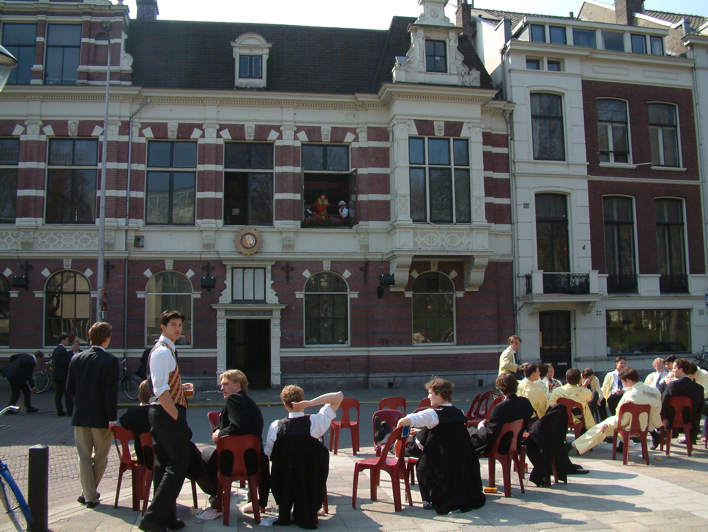
Symposion, de sociëteit van U.S.R.

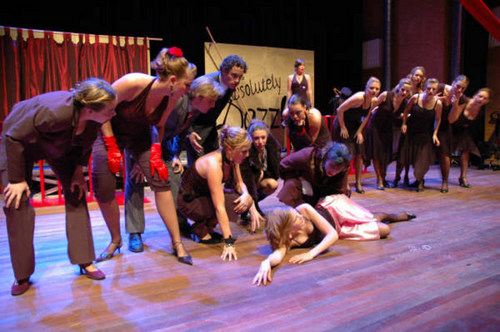
Lustrummusical Unitas S.R. tijdens het 19e Lustrum in 2006

Unitas Studiosorum Rheno-Traiectina (Unitas S.R. of U.S.R.) is een Utrechtse studentenvereniging, opgericht op 21 november 1911. Voorloper van U.S.R. was de Algemene Debating Club Forsete Wara, opgericht in 1879. Deze bestaat nog steeds, nu als onderdeel van USR. 

## Kenmerken
U.S.R. is een gezelligheidsvereniging die zich richt op studenten aan de Universiteit Utrecht. Activiteiten spelen zich af binnen jaarclubs, subverenigingen en colleges. 

## Geschiedenis

### Aanloop
In 1874 legde het USC-dispuut ΠANTA NOHTA in de eigen wet vast dat niet-corpsleden werden uitgestoten. Deze leden reageerden, op 10 december 1874 met de oprichting van een eigen gezelschap, ‘Scientiis Sacrum’, dat bij de oprichting 59 leden telde. Leden van het USC waren uitgesloten van het lidmaatschap. In 1878 werd ook in de corpswet opgenomen dat alle niet-corpsleden uit de faculteiten en corpsgezelschappen werden gestoten. Daarop werden nog meer onafhankelijke (‘nihilistische’) verenigingen opgericht, zoals de Theologenbond en gymnastiekvereniging Arena Studiosorum Ultraiectina, die als subvereniging van Unitas nog lange tijd heeft voortbestaan.
Op 31 oktober 1879  werd de debatingclub Forsete Wara opgericht, dat zich zou ontpoppen tot een van de meest bloeiende nihilistenverenigingen. In 1882 werd aan de Achter Sint Pieter de sociëteit “Jungit Junctos Et Servat Amicos” geopend. Deze telde bij haar oprichting 70 leden en gaf een eigen thuis aan de nihilistische verenigingen.
Op 24 oktober 1884 volgde de oprichting van Het Utrechtsch Studenten Bond, die de meeste nihilistenverenigingen zoals Scientiis Sacrum, Forsete Wara en Arena in zich opnam. De Theologenbond werd een van haar faculteitsverbanden en JJESA zijn sociëteit. ‘Het Bond’ was de eerste algemene studentenvereniging in Nederland die buiten de corpora stond. In 1885 volgde een, door de ontstane vijandige sfeer, van buitenaf afgedwongen fusie met het Corps. Maar omdat de afspraken, met name rond het karakter van het novitiaat, door het USC werden geschonden, werd de fusie een fiasco en traden de meeste Bondsleden weer uit het corps. Het Bond werd in 1887 geliquideerd.
In 1889 werd de vereniging Libertas opgericht, die ernaar streefde de gevolgen van de fusie ongedaan te maken. In 1891 heropende Libertas in de Keistraat de sociëteit JJESA en in 1895 volgde de oprichting van een nieuwe algemene vereniging, die ter onderscheiding van zijn voorloper De Utrechtsche Studenten Bond heette. Er waren 79 leden, en ook Libertas werd een Bondsvereniging. De sociëteit JJESA verhuisde naar de Voorstraat. In de loop der jaren verloor De Bond weer wat aan betekenis en leidde tegen 1910 een kwijnend bestaan.
In 1910 was er veel ophef over de ontgroeningspraktijken bij de studentencorpora. Dat leidde in de meeste universiteitssteden tot de oprichting van alternatieve studentenverenigingen, los van de bestaande studentencorpora. Op 21 november 1911 werd daarop Unitas Studiosorum Rheno-Traiectina opgericht, die alle nihilistenorganisaties, waaronder De Bond, in zich verenigde.

### Oprichting van Unitas S.R.
De vereniging werd in 1911 opgericht in het Gebouw voor Kunsten en Wetenschappen. Er waren driehonderd studenten aanwezig om dit evenement bij te wonen. Een dagbladjournalist schreef destijds hierover: “Een onbeschrijfelijk enthousiasme dat de vergaderzaal in vlam zette, een gejuich dat als een stormzee opgolfde en langs de wanden rolde als ziedende schuimgolven van geestdrift, die over je heen daverde als een ontzetting, die je in trilling zette, als een elektrische stroom, die je dol maakte, die je mee deed brullen, dat was dronken vreugde bij de geboorte van Unitas S.R., de nieuwe studentenvereniging die alle studenten, geen enkele uitgezonderd, omvatten wil."

### Tweede Wereldoorlog
Het voortbestaan van de vereniging heeft - net als alle andere studentenverenigingen in Nederland - te lijden onder de Tweede Wereldoorlog. Op 18 juni 1941 worden de studentenverenigingen ontbonden als ‘die kweekplaatsen en broeinesten van anti-Duitse gezinden’ (behalve de UVSV). Op 11 juli worden de sociëteiten verzegeld, en Symposion zal gedurende de oorlog gebruikt gaan worden door de Nationale Jeugdstorm. Deze sluiting moet onverwacht gekomen zijn, anders is het niet te verklaren dat de gehele inventaris van de vereniging in eerste instantie in handen van de liquidateur Beekman komt. De klok uit de voorzaal wordt door Duitse soldaten meegenomen en de biljarts worden haastig teruggevorderd door de NSB-leverancier.
Een bijzonder persoon tijdens deze tijd was de Utrechtse student Daniël de Moulin (1919-2002), lid van Unitas SR en Het Collegium Illustrissimum Hermandad, die tijdens de Tweede Wereldoorlog betrokken raakte bij het studentenverzet. Ook gaf de Moulin leiding aan het College van Ephoren, die na de ontbinding van USR ondergronds de vereniging in stand hielden en de heroprichting na de oorlog waarborgde.
Door zijn illegale werk en weigering de loyaliteitsverklaring voor studenten te ondertekenen, werd de grond hem te heet onder zijn voeten en week hij uit naar Engeland. Tijdens zijn reis hield hij een dagboek bij, een bijzonder ooggetuigenverslag met levendige en luchtige beschrijvingen van de vele tegenslagen en ontberingen. Meer hierover valt te lezen in het dagboek van Daniël de Moulin, gepubliceerd door Stichting DdM.

### De jaren 60
In de progressieve jaren ’60 hadden de traditionele studentenverenigingen het moeilijk. Ook Unitas had te kampen met afnemende ledenaantallen. Het studentenleven buiten de traditionele verenigingen won aan betekenis. In 1972 waren er nog maar 390 leden, een dieptepunt. 
Dit leidde tot een aantal maatregelen. Zo werden vanaf 1972 ook HBO-studenten toegelaten als lid. De oprichting van Stichting Symposion, die de Eettafel ging exploiteren, bood financieel soelaas. Vanaf medio jaren ’70 begon het ledental weer te stijgen, dankzij een beleid dat erop gericht was met name de eerstejaars actief te krijgen binnen de vereniging. In 1979 waren er weer 700 leden.

## Verenigingspand
Sinds 11 februari 1919 is de vereniging gehuisvest in haar sociëteit 'Symposion' op het Lucasbolwerk. De Hijweegebar bevindt zich op de eerste verdieping van het pand en vormt het centrale punt van de vereniging. In 1999/2000 is de sociëteit groots verbouwd. In verband met geluidsoverlast van de buren is de toenmalige Eetzaal uitgebouwd tot een grote feestzaal, welke door middel van een zogenaamde 'doos-in-doosconstructie' volledig geluidsdicht is. Hoewel door de verbouwing de bestemming van de Eetzaal behoorlijk veranderde, wordt deze nog steeds zo genoemd, mede omdat hier nog steeds iedere avond door leden gegeten kan worden.

## Interne structuur
Unitas S.R. stond tot het jaar 2014 onder leiding van twee dagelijkse besturen; de Senaat en het Sociëteitsbestuur. Vanaf het collegejaar 2014-2015 zijn de beide besturen gefuseerd en wordt de vereniging bestuurd door een tienkoppige Senaat.
De vereniging kent verschillende subverenigingen gerelateerd aan een specifieke opleiding, en een aantal subverenigingen gericht op een hobby, zoals  zeilen, debatteren, fotografie en toneel. 
Daarnaast telt de vereniging verschillende colleges en disputen, zoals het Collegium Illustrissimum Hermandad dat eind 19e eeuw werd opgericht en tevens ceremoniële taken heeft binnen de Universiteit Utrecht, maar ook bijvoorbeeld het Illuster Dameszangcollege de Notenkrakers (sinds 1977). 

## Varia
Op Symposion bevindt zich een tegelwerk met het wapen van S.A.L.V.E., de sociëteit van de zustervereniging Unitas Studiosorum Amstelodamensium. In de jaren zeventig van de vorige eeuw moest S.A.L.V.E. haar deuren sluiten. Daarop bood de Senaat van U.S.R. aan het tegelwerk te bewaren totdat U.S.A. weer een eigen sociëteit zou hebben. Hoewel S.A.L.V.E. alweer sinds 1985 is geopend, is het tegelwerk tot nu toe op Symposion gebleven, hetgeen aanleiding heeft gegeven tot enkele (tot nu toe mislukte) pogingen van U.S.A.-leden het tegelwerk terug naar Amsterdam te halen.

## Bekende oud-leden
- Martinus Gerard Gerritsen (1888-1956), predikant, mede-oprichter Unitas S.R.
- Izaak Maurits Kolthoff (1894-1993), hoogleraar in de scheikunde, grondlegger van de analytische scheikunde
- Johannes Henricus van Maarseveen (1894-1951), minister van Justitie, minister van Binnenlandse Zaken, minister van Uniezaken en Overzeese Rijkszaken
- Henri Théodore Fischer (1901-1976), hoogleraar volkenkunde, rector magnificus Universiteit Utrecht, lid van verdienste Unitas S.R.
- Albert Alberts (1911-1995), schrijver (P.C. Hooftprijs 1995), vertaler, journalist
- Anton Koolhaas (1912-1992), romanschrijver (P.C. Hooftprijs 1992), toneelschrijver
- Kees Stip (1913-2001), dichter
- Jan Hendrik van den Berg (1914-2012), hoogleraar in de psychologie, psychiater, grondlegger van de metabletica
- Leo Vroman (1915-2014), schrijver, dichter (P.C. Hooftprijs 1964), hematoloog
- Max de Jong (1917-1951), dichter
- Daniël de Moulin (1919-2002), hoogleraar in de geneeskunde, Engelandvaarder (overige Engelandvaarders onder de oud-leden zijn: Lodewijk Parren (1919-2006), Armand Berg (1921-2006), Philip Jacobs (1922-2013) en Peter de Moulin (1923-2003))
- Tineke Vroman-Sanders (1921-2015), antropologe, schrijfster
- Henk Zeevalking (1922-2005), mede-oprichter D66, staatssecretaris van Justitie, minister van Verkeer en Waterstaat
- Pierre Vinken (1927-2011), neurochirurg, CEO Elsevier, oprichter Republikeins Genootschap
- Piet Calis (*1936), schrijver
- Hans Vliegenthart (*1936), hoogleraar in de scheikunde, oud-voorzitter Utrechts Universiteitsfonds, lid van verdienste Unitas S.R.
- Jaap Pop (*1941), oud-burgemeester van Haarlem, oud-voorzitter Nederlands Genootschap van Burgemeesters
- Arthur Docters van Leeuwen (1945-2020), oud-voorzitter College van Procureurs-Generaal, oud-bestuursvoorzitter Autoriteit Financiële Markten, commissaris AEGON
- Vincent Icke (*1946), hoogleraar sterrenkunde, bijzonder hoogleraar kosmologie
- Elly Plooij-van Gorsel (*1946), politica voor de VVD, voormalig lid van het Europees Parlement.
- Cees-Rein van den Hoogenband (*1949), chirurg
- Henk Jan Ormel (*1955), lid van de Tweede Kamerfractie van het CDA
- Govert Veldhuijzen (*1955), waarnemend burgemeester van Gorinchem, gedeputeerde provincie Zuid-Holland.
- Hans Clevers (*1957), moleculair bioloog
- Feike Sijbesma (*1959), voorzitter raad van bestuur Koninklijke DSM N.V.
- Bas van Bavel (*1964), bestuursvoorzitter voetbalclub NAC, hoogleraar economische en sociale geschiedenis Universiteit Utrecht
- Victor Koppe (*1964), advocaat, trad onder andere op in het proces van Samir A. en Mullah Krekar
- Menno Bentveld (*1967), televisiepresentator
- Peter Buwalda (*1971), schrijver
- Peter Beets (*1971), jazzpianist
- Judith van Wanroij (*1974), sopraan
- Dimitri Tokmetzis (*1975), journalist, publicist
- Marleen Haage (*1980), lid van de Tweede Kamerfractie van GroenLinks-PvdA
- Sander van Waveren (*1980) lid van de Tweede Kamerfractie van de NSC
- Queeny Rajkowski (*1988), lid van de Tweede Kamerfractie van de VVD